# Křížová cesta (Batelov)
Křížová cesta v Batelově na Jihlavsku se nachází jihovýchodně od městyse Batelov na Vršku. Je chráněna jako nemovitá Kulturní památka České republiky.

## Historie
Z křížové cesty se na Vršku dochoval soubor tří vysokých dřevěných křížů s plechovými korpusy z roku 1842, na kterých je malba Krista a dvou lotrů.
Přes poutní místo vede Naučná stezka Po stopách K. H. Borovského.